# Gavoi
Gavoi (sardinsky: Gavòi) je italská obec (comune) v provincii Nuoro v regionu Sardinie. Nachází se ve výšce 777 metrů nad mořem a má přibližně 2 500 obyvatel. Rozloha obce je 38,06 km².